# هندبال در المپیک تابستانی ۲۰۰۰
هندبال در بازی‌های المپیک تابستانی ۲۰۰۰ نام رویداد ورزش هندبال در بازی‌های المپیک تابستانی بود که در سال ۲۰۰۰ برگزار شد.